# Бондаренко Олександр Миколайович (капітан)
Олекса́ндр Микола́йович Бондаре́нко — капітан Збройних сил України, учасник російсько-української війни.

## Життєпис
2004 року розпочав службу в правоохоронних органах, навчався в Запорізькому училищі професійної підготовки працівників міліції. 2008 року переведений до управління по боротьбі з організованою злочинністю. Згодом — старший інспектор бойової та спеціальної підготовки групи кадрового забезпечення спеціальної роти міліції ГУ МВСУ в Запорізькій області. З дружиною виховують доньку 2007 року народження.
6 червня 2014-го з колегами вирушив у зону бойових дій. Ніс службу на блокпосту № 5 біля міста Слов'янськ та на горі Карачун. Уже на першому чергуванні терористи намагалися прорватися з допомогою інженерної машини ІМР-2 з важким озброєнням з Краматорська до Слов'янська, були розбиті. Бойові зіткнення відбувалися щодня, інколи по кілька разів на день. У ніч проти 5 липня через блокпост намагалася прорватися на Краматорськ колона бойовиків «Стрєлкова». Запорізька спеціальна рота міліції в тому бою ліквідувала танк Т-72 терористів, 2 БМП-2, 1 БД-2, 2 легковики, близько 20 терористів, кількох полонили, підполковник Олександр Панченко брав також участь у тому бою.

## Нагороди
19 липня 2014 року — за особисту мужність і героїзм, виявлені у захисті державного суверенітету та територіальної цілісності України, вірність військовій присязі під час російсько-української війни, відзначений — нагороджений орденом «За мужність» III ступеня.